# Ermita de Santa Caterina d'Arbeca
L'ermita de Santa Caterina és l'única existent al terme d'Arbeca (Garrigues), situada sobre un turó a la part de migdia i enfront de la vila. Dels seus primitius edificis no en resta res i les actuals runes sembla que són de començaments del segle xvii. Només hi ha un petit edifici amb una portalada de pedra que porta la data de 1747, restes d'unes parets en forma de quadrat, la cisterna i els peus de pedra per posar les creus quan es feia el Via Crucis per Setmana Santa. Segons consta la tradició i ho recullen els goigs del Sant Crist, s'hi construí la imatge del Sant Crist Crucificat per mans d'àngels pelegrins, en temps del rector Joan Valls, que ho fou de la vila des de 1655 a 1701. És una obra inclosa en l'Inventari del Patrimoni Arquitectònic de Catalunya.

## Descripció
Situada sobre un turó a migdia de la vila. Les restes que es conserven són una part dels murs, fets amb carreus irregulars units amb morter. En un d'ell s'obre una porta ben treballada amb llindar del 1747. Sembla que amaga part d'un anterior portal apuntat. De tot el conjunt, però, només en conservem unes poques restes. la porta ja comentada, una cisterna i els peus de pedra on es posava la creu durant el via crucis.

## Història
Es conserva documentació on consta que el 1515 es pagaren 30 lliures a Joan Puig Faraux, mestre lapidari, per fer unes làpides per l'obra de Santa Caterina. Segons la tradició, també recollida als goigs del Sant Crist, en temps del rector Joan Valls (1655- 1701), en aquest indret uns àngels peregrins construïren una imatge del Sant Crist crucificat.